# 内田雄造
内田 雄造（うちだ ゆうぞう、1942年3月4日 - 2011年1月26日）は、日本の都市計画家。都市計画の教育者。
東洋大学ライフデザイン学部人間環境デザイン学科、福祉社会デザイン研究科 人間環境デザイン専攻教授。筑波大学大学院非常勤講師。工学博士。国立歴史民俗博物館プロジェクト研究員。財団法人国際東アジア研究センター主任研究員。
自治労自治研まちづくり部会助言者、東日本部落解放研究所理事長、アジア居住ネットワーク・メンバーで、専門は都市マスタープラン策定など都市計画、住民参加のまちづくり論、日本の近代都市計画史から歴史的なまちなみの保全、住宅計画とくに被災時の仮設市街地の計画に関する事例研究から不良住宅改良事業における不良住宅地区の環境整備計画、また災害に強いまちづくり、中心市街地活性化など。一方で学生運動と東大病院北部棟問題、国立歩道橋反対運動、日照権運動、高知同和地区整備・土佐市被差別部落での地区環境整備計画（1975年～ ）立案を発端とした一連の同和地区でのまちづくりから部落解放同盟・部落白書づくり運動等と各地の同和地区のまちづくり展開、たまごの会、アジアの草の根の居住改善グループ交流からACHR設立、北方まちづくりとマンション建替借家人問題、外国人居住問題と住民参加のスラム改善といった改善問題から、川越市一番街のまちづくり、巣鴨の地蔵通り商店街のまちづくり、長岡市山古志地区の復興まちづくり等、様々な種類のまちづくり実践にも多く参加。

## 略歴
1965年 東京大学工学部建築学科卒業後、大学院に進学。鈴木成文に師事し、建築計画学を専攻する一方で、高山研究室での山形市や筑波の都市マスタープランにも関わる。1970年 東京大学大学院（数物系）博士課程満期。東洋大学に勤務。
2011年1月26日、虚血性心不全のため死去。68歳没。

## 受賞
- 2006年、都市住宅学会賞

## 著書論文等
- 抵抗の都市計画運動（『建築雑誌建築年報'70』No.1034，日本建築学会，1971年）
- コミュニティ計画（岩波講座現代都市政策9・都市の空間，岩波書店，1973年）
- 江戸東京学への招待〈3〉生活誌篇 （NHKブックス, 1996年）
- 都市の解読力 （勁草書房）
- 建築学大系19巻・市街地整備計画（共著、彰国社）
- 国土計画・地域計画（『土地問題辞典』共著、東洋経済新報社）
- 同和地区のまちづくり論（明石書店）
- まちづくりとコミュニティワークＩ（編著、解放出版社）
- ライフデザイン学入門（共著、誠信書房、2007年 ISBN 978-4-414-60146-6）
- アジア地域におけるまちづくりに関する研究 （『北九州発アジア情報』1997年6月号、財団法人国際東アジア研究センター）
- 転換期にある同和地区のまちづくりが今後の日本のまちづくりに示唆すること（2001年度第36回日本都市計画学会学術研究論文集）
- 住宅問題、住宅政策研究と東京市社会局調査（『解放研究』10号）
- 老朽化した中堅勤労者向け公共賃貸住宅の建替にあたっての課題 ～特に建替後の家賃負担からみた「戻り入居」を高めるための施策について （『東洋大学工学部研究紀要』,1995年）
- 大学と連携した地域づくり事業調査報告 (中越市民防災安全士会)
- 社会ニーズ対応・特別調査委員会, 建築雑誌 124(1594), 52-55, 2009年9月20日号
- 支援建築会議・調査研究委員会活動報告、建築雑誌 123(1580), 47-65, 2008年9月20日号
- 格差時代の住宅政策 (特集 総括『格差社会』)月刊自治研 50 (584), 44-52, 2008年5月
- 格差社会と建築 : 住宅・住環境を中心に(2 視点,<特集>建築年報2007) Journal of architecture and building science 122(1566), 12-15, 2007年9月20日号
- 公営住宅行政の変容と部落のすまいづくり (部落解放研究第40回全国集会報告書 - 第6分科会 今後の人権・同和行政の展望と課題)部落解放 (578), 165-167, 2007年2月
- 部落問題入門 まちづくりとコミュニティワーク (部落解放・人権入門 2007-第37回 部落解放・人権夏期講座 報告書 - 課題別講演)部落解放 (576), 138-147, 2007
- おきなわ自治研に期待します - 自治研助言者を代表して (特集 沖縄と日本政府) 月刊自治研 48 (564), 50-53, 2006年9月
- 同和地区の今後の住宅政策と家賃問題 (部落解放研究第39回全国集会報告書 - 第7分科会 人権のまちづくり運動の実践と課題)部落解放 (562), 156-160, 2006
- 公営住宅の立替え等多様な活用計画のしくみづくりに関する研究 - 北九州市同和向け市営住宅活用計画策定事業を中心に Journal of Housing Research Foundation (32), 177-188, 2005
- コミュニティワークとまちづくり (特集/コミュニティ・ビジネスとまちづくり-コミュニティ分権を進める持続型まちづくりの課題と展望) 住宅 54(10), 3-9, 2005年10月
- 同和地区の住宅政策について (部落解放研究第38回全国集会報告書 - 第7分科会 「人権のまちづくり」運動の実践と課題) 部落解放 (546), 153-156, 2005
- Estimates on the Tokyo District Court Justice of Kunitachi Condominium Developed by Meiwa Estate Corp : Considering the thread connection both with conflicts of the right to enjoy sunshine and the Kunitachi Machizukuri Journal of the City Planning Institute of Japan (39), 265-270, 2004年10月25日号 References (20) Cited by (3) 16
- 今後の同和地区の住宅政策について, 部落解放 (540), 88-99, 2004年10月
- ぐんま自治研(3)群馬自治研に期待します - 自治研助言者を代表して, 月刊自治研 46 (539), 90-92, 2004年8月
- 大都市の公営住宅行政の抜本的改革を、月刊自治研 46 (538), 82-98, 2004年7月
- 都市住宅学会公開市民フォーラム報告 公開市民フォーラム『マンションの再生』Urban housing sciences (40), 101-113, 2003
- 地域再生とまちづくり・むらおこし-コミュニティワークの活用 (特集 地域再生とまちづくり) 月刊自治研 44 (516), 33-41, 2002年9月
- Suggestions for Future Development of the Japanese "Machizukuri" from the Major Changes of Community Development of the Discriminated Settlements in Japan、Papers on city planning. City planning review 36, 109-114, 2001年10月-15 References (31) Cited by (1)
- <事例紹介>秋期入学の推進について(<特集>カリキュラム改革) 大学と学生 435, 56-63, 2001年3月
- パネルディスカッション (第21回住総研シンポジウム「マンション居住を考える-マンションの建替をめぐって」) Annual of Housing Research Foundation (28), 45-58, 2001
- 誌上フォーラム(12)まちづくりの新しい展開と課題-基礎自治体における、住民参画の手法を求めて、社会運動 (255), 63-68, 2001年6月
- 大きく変容しつつある部落のまちづくり-人権のまちづくりを中心に、Bulletin of buraku liberation. Buraku kaiho kenkyu (139), 44-62, 2001年4月 Cited by (1)
- 大きく変容しつつある「同和」地区のまちづくり (特集 人権のまちづくり) 部落解放 (487), 12月20日号, 2001年6月
- 書評/部落解放・人権研究所編『人権のまちづくり・参加・交流・パートナーシップ』Bulletin of buraku liberation. Buraku kaiho kenkyu (136), 80-82, 2000年10月
- 暮らしの100年 : 家族と住まいと地域(<特集>暮らしの100年) Journal of architecture and building science 114(1447), 40-47, 1999年12月20日号
- Proposal of Reviewing the Public Housing Rent System and Providing Rent Allowance for Private Housing Tenants、Summaries of technical papers of Annual Meeting Architectural Institute of Japan. F-1, Urban planning, building economics and housing problems 1999, 1299-1300, 1999年7月-30
- A Study on Inprovement by House Renuwal at Public Housing for Discriminated Settlement : In Case of A City、Summaries of technical papers of Annual Meeting Architectural Institute of Japan. F-1, Urban planning, building economics and housing problems 1999, 1267-1268, 1999年7月-30
- ひろば 公営住宅家賃体系の見直しと民間借家居住者への家賃補助制度の導入に関する提案、すまいろん (52), 55-57, 1999年10月
- 同和地区の住環境整備事業から一般地区の住環境整備へ、さらに都市政策化へ (特集 同和行政とまちづくり) Bulletin of buraku liberation. Buraku kaiho kenkyu (127), 16-26, 1999年4月
- 住環境整備の発展に向けて-同和地区の住環境整備事業から一般地区の住環境整備へ,さらに都市政策化へ『東洋大学工学部研究報告』 (35), 11-15, 1999
- 座談会 東京における部落差別『Human rights』 (128), 16-23, 1998-11
- まちづくりの新たな展開を求めて-第3期の部落解放運動論の提案によせて (特集 大阪府連・第3期運動論の提案によせて)Bulletin of buraku liberation. Buraku kaiho kenkyu (124), 2-11, 1998年10月 Cited by (1)
- 区分所有マンションの共用・専有に関連する部分のメンテナンスに関する研究-排水管更新工事を事例として『東洋大学工学部研究報告』 (34), 69-73, 1998
- 公営住宅家賃体系の見直しと民間借家居住者への家賃補助制度の導入に関する提案『東洋大学工学部研究報告』 (34), 17-23, 1998
- アジアのまちづくり・住まいづくり フィールドノートVol.16(最終回)座談会:アジアのまちづくり,日本のまちづくり『住宅建築』 (262), 166-174, 1997年1月
- 公営住宅法の改正と部落の住宅計画 (これからの同和行政のあり方をめぐって)Bulletin of buraku liberation. Buraku kaiho kenkyu (115), 41-57, 1997年4月 Cited by (2)
- A Study on the human settlement of Kawagoe district in early Meiji period (part 17) : Relation between 1st floor space and Doma floor space、Summaries of technical papers of Annual Meeting Architectural Institute of Japan. F-2, History and theory of architecture 1996, 231-232, 1996年7月30日号
- A Study on the human settlement of Kawagoe district in early Meiji period (part 16) : Consideration on the types of Machiya、Summaries of technical papers of Annual Meeting Architectural Institute of Japan. F-2, History and theory of architecture 1996, 229-230, 1996年7月-30
- A Study on the Housing Problems of Foreign Workers in urban fringe area, part 2、Summaries of technical papers of Annual Meeting Architectural Institute of Japan. F-1, Urban planning, building economics and housing problems 1996
- 集合住宅の再建を巡って (破壊の現象学-戦後建築と阪神・淡路大震災 - AF連続シンポ記録) 建築思潮 (4), 61-71, 1996
- アジアの低所得者層居住地における居住者主体の住環境改善に関する研究-まちづくりにおける様々なアクタ-の役割、Housing Research Foundation annual report (23), 1996年
- 新たなまちづくりへむけて (特集 「同和」対策-これまでと今後) 部落解放 (406), 56-67, 1996年6月
- 既成市街地の防火安全性に関する考察『東洋大学工学部研究報告』 (32), 33-36, 1996
- 市民の立場で防災のまちづくりを考える (阪神大震災とマイノリティ-<特集>)部落解放 (388), p43-53, 1995年4月
- 第4分科会 住民の手で生活中心のまちづくりを (信州自治研の課題) 月刊自治研 37(9), p108-116, 1995年9
- 防災のまちづくりを考える (自治体に何ができるか<特集>)月刊自治研 37(3), p18-30, 1995年3月
- 同和地区のまちづくり論 : 環境整備計画・事業に関する研究『都市計画』 43(4), 12-13, 1994-11-30
- マイライフ 「抵抗の都市計画運動」を生きる『季刊女子教育もんだい』 (58), 66-71, 1994年1月
- 老朽化した中堅勤労者向け公共賃貸住宅の建替にあたっての課題-特に建替後の家賃負担からみた「戻り入居率」を高めるための施策について『東洋大学工学部研究報告 』(30), p71-76, 1994
- 住宅問題・住宅政策研究と東京市社会局調査『東洋大学工学部研究報告』 (30), p13-16, 1994
- A study on the housing for foreigners in Okubo, Hyakunincho, Kita-sinjuku area. No. 8、Summaries of technical papers of Annual Meeting Architectural Institute of Japan. F, Urban planning, building economics and housing problems, history and theory of architecture 1993, 619-620, 1993年7月-25
- パートナーシップの社会的文脈(<特集>パートナーシップの計画学)Journal of architecture and building science 108(1344), 28-29, 1993年7月20日号
- フィリピンのコミュニティ抵当事業に関する調査研究 (1993年度〔日本都市計画学会〕学術研究論文集)Papers on city planning. City planning review (28), p781-786, 1993年11月
- 多様な層が定住するまちを (新たな解放理論の創造にむけて<特集> - 「同和」行政論)部落解放 (363), p41-47, 1993年9月
- フィリピンのコミュニティ抵当事業に関する調査研究『都市計画論文集』 28, 781-786, 1993
- 新しいまちづくりへの挑戦-北九州市北方まちづくりの記録映画「ひらくまち」を観て『部落解放』 (350), p72-75, 1992-12
- コミュニティーを生かした「まちづくり」を-住環境対策の成果と課題 (「同和」行政を総点検する<特集>)『部落解放』 (344), p8-25, 1992年7月
- 日照・採光から(環境工学部門(2)+都市計画部門研究協議会 : 都心居住を保障する環境基準のあり方)(1991年度日本建築学会大会(東北))Journal of architecture and building science 106(1315), 143, 1991年7月20日号
- A Case Study on Rehabilitation of an Early Condminium, Dojyunkai Uguisudani Apartment House : Part 2 On Some Problems around Rebuilding Condminiums. Summaries of technical papers of Annual Meeting Architectural Institute of Japan. F, Urban planning, building economics and housing problems, history and theory of architecture 1990, 629-630, 1990年9年1月
- 分譲マンションのリニューアルをめぐる諸問題-同潤会鴬谷アパートの建て替え問題をめぐって (1990年度〔日本都市計画学会〕学術研究論文集)Journal of the City Planning Institute of Japan (25), p757-762, 1990年10月
- 地域にとって都市化とは何か (共同研究「近・現代における都市生活」)Bulletin of the National Museum of Japanese History (24), p97-120, 1989年3月
- 建築教育, その今日的状況(<特集>建築教育と現代)Journal of architecture and building science 103(1279), 22-29, 1988年11月20日号
- 土地問題と都市計画 : 「土地政策に関する提言」をめぐって、Journal of architecture and building science 103(1272), 11-14, 1988年5月20日号
- 東南アジアの都市と住居に関する研究 その1-37(建築計画)『研究報告集. 計画系』
- 明治初期に於ける埼玉県下の集落・住居の研究 その1 : 階層性からみた上直竹上分の集落・住居(1)(建築史・建築意匠)『研究報告集』 計画系 (56), 189-192, 1985年7月10日号
- 明治初期における川越およびその近在の町並み・集落に関する研究(その3) : 「家屋取調書」に描かれた川越の住宅プランの分析(建築史・建築意匠)『研究報告集. 計画系 』(56), 185-188, 1985年7月10日号
- 明治初期における川越およびその近在の町並み・集落に関する研究(その2) : 川越・喜多町の近世町屋と「家屋取調書」について(建築史・建築意匠)『研究報告集. 計画系 』(56), 181-184, 1985年7月10日号
- 明治初期における川越およびその近在の町並み・集落に関する研究(その1) : 徴発物件関係資料と研究フレーム(建築史・建築意匠)『研究報告集. 計画系』 (56), 177-180, 1985年7月
- 第三世界の居住環境とその整備手法に関する研究-2-インドネシアのカンポンの実態とその変容過程の考察 (昭和60年度日本都市計画学会学術研究論文集(3))City planning review (20), p307-312, 1985
- 同和地区の環境整備計画・事業に関する研究-3-地区総合計画の一環としての環境整備計画・事業 (昭和60年度日本都市計画学会学術研究論文集(2))
- 第三世界の居住環境とその整備手法に関する研究-1-インドネシアのスラムの居住政策と日本の経験との比較研究 (昭和59年度日本都市計画学会学術研究論文集)City planning review (19), p157-162, 1984
- 住宅地のライフステージに関する基礎的研究 『学術講演梗概集. 計画系』 58(都市計画・建築経済・住宅問題), 2007年

## 委員
- 第4次朝霞市総合振興計画基本構想・前期基本計画総合振興計画審議会会長
- 豊島区住宅対策審議会会長
- 広島市広島市民球場跡地事業計画案及び事業予定者選考委員会委員
- 川越市都市計画審議会会長
- 埼玉県景観審議会会長代理（1999年から2005年）
- 国分寺市まちづくり市民会議会長

他。